# صغاد (مقاطعة فسا)
صغاد (بالفارسية: صغاد) هي منطقة سكنية تقع في قسم صحرارود الريفي في إيران. يقدر عدد سكانها بـ 0 نسمة بحسب إحصاء 2016.